# Cronologia da pandemia de COVID-19 em junho de 2020
Este artigo documenta a cronologia e epidemiologia do vírus SARS-CoV-2 em junho de 2020, o vírus que causa a COVID-19 e é responsável pela pandemia de COVID-19. Os primeiros casos humanos da COVID-19 foram identificados em Wuhan, China, em dezembro de 2019.

## Cronologia

### 1 de junho
- Relatório de situação 133 da OMS.[1]

 A Malásia notificou 38 novos casos, elevando o total para 7.857. São 1.338 casos ativos, sendo oito em terapia intensiva e dois em suporte ventilatório. 51 pacientes receberam alta, elevando o número de recuperados para 6.404. O número de mortos permanece em 115.
 A Nova Zelândia não relatou novos casos, recuperações e mortes; que permanecem em 1.504 (1.154 confirmados e 350 prováveis), 1.481 e 22, respectivamente. Resta um caso ativo.
 Singapura registrou 408 novos casos, elevando o total para 35.292. Outra morte foi confirmada posteriormente, elevando o total para 24.
 A Ucrânia notificou 340 novos casos e 10 novas mortes, elevando o número total para 24.012 e 718, respectivamente; um total de 9.690 pacientes se recuperou.

### 2 de junho
- Relatório de situação 134 da OMS.[7]

 A Malásia notificou 20 novos casos (15 importados e cinco transmitidos localmente), elevando o número total para 7.877. 66 pacientes se recuperaram, elevando o número total para 6.470. Existem 1.292 casos ativos; seis em terapia intensiva e dois em suporte ventilatório. O número de mortos permaneceu em 115.
 A Nova Zelândia não relatou novos casos, recuperações e mortes; que permanecem em 1.504 (1.154 confirmados e 350 prováveis), 1.481 e 22, respectivamente. Resta um caso ativo. Diretor-Geral de Saúde Ashley Bloomfield confirmou que 654 testes foram concluídos na segunda-feira, elevando o número total de testes para 282.263.
 Singapura relatou 544 novos casos, elevando o total para 35.836.
 A Ucrânia notificou 328 novos casos e 9 novas mortes, elevando o número total para 24.340 e 727, respectivamente; um total de 10.078 pacientes se recuperaram.

### 3 de junho
- Relatório de situação 135 da OMS.[14]

 A Malásia notificou 93 novos casos, elevando o número total para 7.970. Existem 1.324 casos ativos; seis em terapia intensiva e dois em suporte ventilatório. 61 pacientes se recuperaram, elevando o número total de recuperados para 6.531. O número de mortos permanece em 115.
 A Nova Zelândia não relatou novos casos, recuperações e mortes; que permanecem em 1.504 (1.154 confirmados e 350 prováveis), 1.481 e 22, respectivamente. Resta um caso ativo.
 Singapura registrou 569 novos casos, elevando o total para 36.405.
 A Ucrânia notificou 483 novos casos e 8 novas mortes, elevando o número total para 24.823 e 735, respectivamente; um total de 10.440 pacientes se recuperaram.

### 4 de junho
- Relatório de situação 136 da OMS.[20]

 A Malásia notificou 277 novos casos, elevando o total para 8.247. São 1.573 casos ativos, seis em terapia intensiva e dois em suporte ventilatório. 28 pacientes se recuperaram, elevando o total ao número de recuperados para 6.559.
 A Nova Zelândia não relatou novos casos, recuperações e mortes; que permanecem em 1.504 (1.154 confirmados e 350 prováveis), 1.481 e 22, respectivamente. Resta um caso ativo.
 Singapura registrou 517 novos casos, elevando o total para 36.922.
 A Ucrânia notificou o registro de 588 novos casos, bem como 12 novas mortes, elevando o número total para 25.411 e 747, respectivamente; um total de 11.042 pacientes se recuperaram.

### 5 de junho
- Relatório de situação 137 da OMS.[26]

 A Malásia notificou 19 novos casos, elevando o número total de casos para 8.266. 51 pacientes se recuperaram, elevando o número total de recuperações para 6.610. São 1.540 casos ativos, sendo seis em terapia intensiva e um em ventilação mecânica. A Malásia relatou uma nova morte, elevando o total para 116.
 A Nova Zelândia não relatou novos casos, recuperações e mortes; que permanecem em 1.504 (1.154 confirmados e 350 prováveis), 1.481 e 22, respectivamente. Resta um caso ativo.
 Singapura registrou 261 novos casos, elevando o total para 37.183.
 A Ucrânia notificou 553 novos casos e 15 novas mortes, elevando o número total para 25.964 e 762, respectivamente; um total de 11.372 pacientes se recuperaram.

### 6 de junho
- Relatório de situação 138 da OMS.[32]

 A Malásia notificou 37 novos casos, elevando o número total de casos para 8.303. São 1.551 casos, sendo cinco em terapia intensiva. 25 pacientes se recuperaram, elevando o número total de recuperados para 6.635. O país relatou uma nova morte, elevando o número de mortos para 117.
 A Nova Zelândia não relatou novos casos, recuperações e mortes; que permanecem em 1.504 (1.154 confirmados e 350 prováveis), 1.481 e 22, respectivamente. Resta um caso ativo.
 Singapura registrou 344 novos casos, elevando o total para 37.527. Outra morte foi posteriormente confirmada, elevando o total para 25.
 A Ucrânia notificou 550 novos casos e 15 novas mortes, elevando o número total para 26.514 e 777, respectivamente; um total de 11.812 pacientes se recuperaram.

### 7 de junho
- Relatório de situação 139 da OMS.[38]

 A Malásia notificou 19 novos casos, elevando o total para 8.322. Existem 1.531 casos ativos, com cinco em terapia intensiva. 39 tiveram alta, elevando o número total de recuperados para 6.674.
 A Nova Zelândia não relatou novos casos, recuperações e mortes; que permanecem em 1.504 (1.154 confirmados e 350 prováveis), 1.481 e 22, respectivamente. Resta um caso ativo.
 Singapura registrou 383 novos casos, elevando o total para 37.910.
 A Ucrânia notificou 485 novos casos e 11 novas mortes, elevando o número total para 26.999 e 788, respectivamente; um total de 12.054 pacientes se recuperaram.

### 8 de junho
- Relatório de situação 140 da OMS.[44]

### 9 de junho
- Relatório de situação 141 da OMS.[45]

### 10 de junho
- Relatório de situação 142 da OMS.[46]

### 11 de junho
- Relatório de situação 143 da OMS.[47]
- Os Estados Unidos chegam a 2 milhões de casos confirmados de COVID-19.[48]

### 12 de junho
- Relatório de situação 144 da OMS.[49]
- Com mais de 41 mil mortes, Brasil supera Reino Unido e se torna o 2º país com mais mortes de COVID-19 no mundo.[50]

### 13 de junho
- Relatório de situação 145 da OMS.[51]

### 14 de junho
- Relatório de situação 146 da OMS.[52]

### 15 de junho
- Relatório de situação 147 da OMS.[53]

### 16 de junho
- Relatório de situação 148 da OMS.[54]

### 17 de junho
- Relatório de situação 149 da OMS.[55]

### 18 de junho
- Relatório de situação 150 da OMS.[56]

### 19 de junho
- Relatório de situação 151 da OMS.[57]

### 20 de junho
- Relatório de situação 152 da OMS.[58]

### 21 de junho
- Relatório de situação 153 da OMS.[59]

### 22 de junho
- Relatório de situação 154 da OMS.[60]

### 23 de junho
- Relatório de situação 155 da OMS.[61]

### 24 de junho
- Relatório de situação 156 da OMS.[62]

### 25 de junho
- Relatório de situação 157 da OMS.[63]

### 26 de junho
- Relatório de situação 158 da OMS.[64]

### 27 de junho
- Relatório de situação 159 da OMS.[65]

### 28 de junho
- Relatório de situação 160 da OMS.[66]

### 29 de junho
- Relatório de situação 161 da OMS.[67]

### 30 de junho
- Relatório de situação 162 da OMS.[68]